# Sneferka
Sneferka (eigentl. Hor-Snefer-ka), auch Nefersieka, war der Horusname eines kaum belegten altägyptischen Königs (Pharaos) in der Frühdynastischen Epoche Ägyptens, dessen genauere zeitliche Einordnung umstritten ist.

## Zum Namen
Sneferkas Name ist Gegenstand verschiedener Lesungen und Interpretationen, da voneinander abweichende Schreibweisen seines Namens in königlichen Serechs vorliegen. So liest ihn beispielsweise Zahi Hawass als Nefer-Sieka. Toby Wilkinson und Wolfgang Helck hingegen lesen „Sneferka“. Francesco Raffaele liest „Neferka-es“.

## Belege
Der Herrscher ist bislang nur durch eine geringe Anzahl von Steingefäßen bekannt. Sneferkas Inschriften finden sich hauptsächlich auf Schiefer- und Alabasterschalen, von denen eine aus dem Grab des Merka in Sakkara stammt, der wiederum unter Qaa datiert. Eine zweite wurde im Djoserkomplex gefunden und eine dritte stammt aus der Georges-Michailidis-Sammlung. Sneferkas Name erscheint auf dem letztgenannten Artefakt ohne Horusfalke und eine Echtheit des Artefakts wird von Fachleuten angezweifelt. In einer im Jahr 2005 gefundenen Mastaba in Sakkara soll Sneferkas Name mehrmals erscheinen, doch wurden die Befunde bisher nicht veröffentlicht.

## Forschung

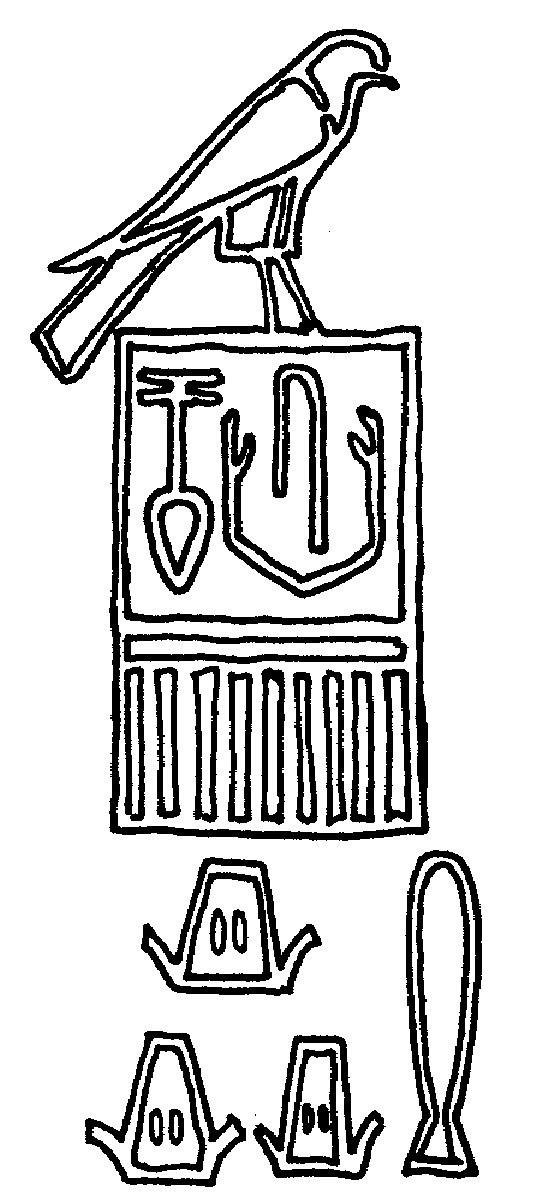
Gefäßfragment aus Alabaster mit dem Namen des Seneferka

Die neben Sneferkas Serechs befindlichen Texte nennen Namen von Institutionen, die auch für König Qaa, dem wahrscheinlich letzten Herrscher der 1. Dynastie, belegt sind, nämlich „Göttlicher Palast“ (ägypt. ah-netjer) und „Erhebungen der Götter“ (ägypt. qau-netjeru). Daraus schließt zum Beispiel Peter Kaplony, dass eine zeitliche Nähe zu Qaa anzunehmen sei. Er vermutet, dass Sneferka entweder für sehr kurze Zeit noch vor Qaa regierte oder dass es sich bei „Sneferka“ um einen zweiten Horusnamen von Qaa gehandelt haben könnte, den dieser nur eine sehr kurze Zeit trug.
Des Weiteren gibt es zwei Gefäßbruchstücke mit dem Namen eines nicht näher bekannten „König Vogel“, der vermutlich in dieselbe Regierungszeit fällt wie Sneferka. Nach Wolfgang Helck und Peter Kaplony könnte es zwischen Vogel und Sneferka zu Thronstreitigkeiten gekommen zu sein, die darin gipfelten, dass der Königsfriedhof von Abydos geschlossen und sogar öffentlich geplündert wurde. Entsprechende Spuren und Funde wurden von Walter Bryan Emery entdeckt. Dies würde auch erklären, warum einerseits Herrscherauflistungen auf Steingefäßen abrupt mit Qaa enden und zum anderen das königliche Begräbnis nach Sakkara verlegt wurde. Der Begründer der 2. Dynastie und mutmaßliche Nachfolger von Sneferka, Hetepsechemui, ging vielleicht mit militärischer Gewalt gegen die beiden Herrscher vor, triumphierte und ließ mindestens das Grab des Qaa wieder herrichten. Diese Vermutung wird unterstützt durch den Horusnamen des Hetepsechemui. Dieser hatte seinen Namen betont beiden Landeshälften von Ägypten gewidmet, laut George Andrew Reisner und Dietrich Wildung hätte er keinen Grund dazu gehabt, wäre der Übergang von erster zu zweiter Dynastie tatsächlich reibungslos verlaufen. Wolfgang Helck wirft ergänzend ein, dass Sneferka und „Vogel“ offenbar aufgrund ihrer Illegitimität aus den späteren Aufzeichnungen verbannt wurden, da deren Machtkämpfe die Dynastie zugrunde gehen ließen.
Kim Ryholt ist überzeugt, Sneferka könnte zwischen Ninetjer und Chasechemui geherrscht haben, sein Name sei in späteren Königslisten (außer in Abydos) unter den Kartuschennamen Neferkare I. beziehungsweise Aaka aufgeführt. Er weist darauf hin, dass Schreiber der ramessidischen Epoche die Angewohnheit hatten, bei Königsnamen früher Dynastien, die ähnlich aufgebaut waren wie jene zu deren Lebzeiten, die Sonnenscheibe des Re hinzuzufügen, obwohl ihnen hätte bekannt sein müssen, dass dies in so früher Zeit gar nicht üblich war, zumal der Sonnengott Re erst während der 3. Dynastie zur eigenständigen Gottheit erhoben wurde.
In ganz ähnliche Richtung tendiert auch Aidan Dodson, der Sneferka eine regelrechte Blitzherrschaft von nur wenigen Monaten zuspricht und ihn zwischen Ninetjer und Chasechemui wähnt. Er verweist dabei auf die Gefäßfragmente mit Sneferkas Namen, deren Beschriftungen offenbar fast alle auf „Rasur“ angebracht wurden. Sneferka soll demnach die Gefäße des Qaa usurpiert und dessen Namen durch seinen eigenen ersetzt haben. Dieser Umstand belegt laut Dodson einen deutlich späteren Regierungszeitpunkt für Sneferka als bislang angenommen. Toby Wilkinson weist ebenfalls auf die Gefäßrasuren und Sneferkas Abwesenheit in ramessidischen Königslisten hin, mag sich aber nicht so recht festlegen, ob Sneferka ein tatsächlicher Usurpator oder lediglich der Alternativname von Qaa gewesen ist.
Francesco Raffaele hingegen hält es für möglich, dass Sneferka in Wirklichkeit eine Königin war, die für kurze Zeit die Regierungsgeschäfte für ihren noch unmündigen Sohn leitete. Er begründet seine Darlegung mit der abweichenden Konstellation der Hieroglyphen im Serech zueinander, aus der sich eine Lesung als „Neferka-es“ anbiete.